# گوردون رابرتسون
گوردون رابرتسون (انگلیسی: Gordon Robertson; ۲۵ ژوئن ۱۹۲۶ – ۱۰ اکتبر ۲۰۱۹) بازیکن هاکی روی یخ اهل کانادا بود.